# Weiron Holmberg
Weiron Valfrid Holmberg (født 18. marts 1935 i Göteborg) er en svensk skuespiller, der har medvirket i mere end 20 film og tv-serier. Han er bedst kendt for sin medvirken i filmene om Jönssonligan, der er en svensk fortolkning af Olsen-banden.

## Udvalgt filmografi
- Fidusen (1978)
- Høstmanøvren (1979)
- Selskabsrejsen (1980)
- Ene hane i kurven (1981)
- Varning för Jönssonligan (1981)
- Sejled' op ad åen (1981)
- Jönssonligan & Dynamit-Harry (1982)
- Jönssonligan får guldfeber (1984)
- Kurt Olsson - Filmen om mit liv som mig selv (1990)
- Hemmeligheden under jorden (1991)
- Jönssonligan & den svarta diamanten (1992)
- Jönssonligans största kupp (1995)
- Harry & Sonja (1996)
- Jönssonligan spelar högt (2000)